# ماثيو ايبدين
ماثيو ايبدين (بالإنجليزية: Matthew Ebden) (ولد في 26 نوفمبر 1987، في دوربن، جنوب أفريقيا). هو لاعب كرة مضرب محترف.